# Ascorhynchus pyrginospinus
Ascorhynchus pyrginospinus is een vissensoort uit de familie van de Ascorhynchidae. De wetenschappelijke naam van de soort is voor het eerst geldig gepubliceerd in 1967 door McCloskey.